# Gmina Ub
Gmina Ub (serb. Opština Ub / Општина Уб) – gmina w Serbii, w okręgu kolubarskim. W 2018 roku liczyła 27 407 mieszkańców.